# Chronophone

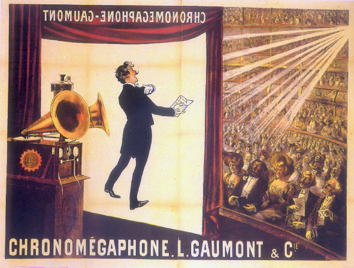
Une publicité pour le chronophone présentant une phonoscène

Le chronophone est un procédé de son sur disque, synchronisation d'un appareil de prise de vues, le  chronophotographe Demenÿ, inventé par Georges Demenÿ et d'un phonographe (appareil de lecture de cylindres d'enregistrements sonores, inventé par Thomas Edison, puis de disques gravés). Acheté à son inventeur, après sa faillite en 1895, le procédé fut développé par l'industriel Léon Gaumont à partir de 1902, sous la supervision d'Alice Guy, la première réalisatrice du cinéma, qui fit enregistrer et filmer (en play-back) plusieurs centaines de phonoscènes, dont nous sont parvenus cent quarante exemplaires, des chansons, des airs d'opéra, des monologues et des sketchs, interprétés par des chanteurs ou des acteurs de la fin du XIXe siècle et de la première décennie du XXe siècle. 
L'amplification acoustique du son se faisait par l'intermédiaire de pavillons, dont la colonne d'air était modulée par la lecture mécanique du sillon, procédé appelé Chronomégaphone, permettant de sonoriser une salle de près de 4 000 personnes.